# Douce d'Aragon
 (novembre 2019).
Si vous disposez d'ouvrages ou d'articles de référence ou si vous connaissez des sites web de qualité traitant du thème abordé ici, merci de compléter l'article en donnant les références utiles à sa vérifiabilité et en les liant à la section « Notes et références ».
Titre
Reine de Portugal
6 décembre 1185 – 1er septembre 1198
(12 ans, 8 mois et 26 jours)
Douce d'Aragon, née en 1160, morte le 1er septembre 1198, fille de Raimond-Bérenger IV de Barcelone et de Pétronille d'Aragon, est reine consort de Portugal par son mariage.

## Biographie
En 1174, elle épouse Sanche, futur roi de Portugal, dont elle a onze enfants :
- Thérèse de Portugal (1176-1250), en 1191 elle épousa Alphonse IX de Leon ;
- Sancha de Portugal (v.1180-1229), elle entra dans les ordres et fut abbesse de Lorvao ;
- Raymund de Portugal (1180-1189) ;
- Constance de Portugal (1182-1202) ;
- Alphonse II de Portugal ;
- Pierre de Portugal (1187-1258), comte des Iles Canaries, il épouse Erembruge d'Urgel (morte en 1231) ;
- Ferdinand de Portugal (1188-1233), en 1212 il épousa Jeanne de Constantinople, comtesse de Flandre (1188-1244) ;
- Henri de Portugal (1190-????) ;
- Blanche de Portugal (v.1192-1240) ;
- Bérengère de Portugal (1194-1221), en 1215 elle épousa Valdemar II de Danemark (postérité) ;
- Mafalda de Portugal (v.1200-1257), en 1215 elle épousa Henri Ier de Castille.